# Sirius Black
Sirius Black es uno de los personajes de la saga Harry Potter. Es el padrino del protagonista. Creado por la británica J. K. Rowling, Sirius es mencionado en Harry Potter y la piedra filosofal y apareció por primera vez en Harry Potter y el prisionero de Azkaban (1993), y es conocido como el mismo prisionero.
Integraba el grupo 'Los Merodeadores', junto con James Potter, Remus Lupin y Peter Pettigrew. Durante sus estudios en Hogwarts se le otorgó el apodo 'Canuto', que hacía referencia a su capacidad de transformarse en perro, ya que era un animago no registrado.

## Historia
Sirius fue el heredero de la Casa Black, una de las Sagradas 28 familias, lo que lo convirtió en sangre pura, aunque estaba en desacuerdo con las creencias de su familia sobre estatus de sangre y otros aspectos. Su enorme fortuna fue heredada a su único ahijado, Harry Potter, incluyendo la residencia y cuartel de la Orden del Fénix.  En un principio, fue nombrado como guardián de los secretos. Tras un duelo contra Peter Pettigrew,  consecuencia de la traición de este último, doce 'muggles' fueron asesinados por Peter, quién se dio a la fuga, Sirius fue enviado a Azkaban bajo los cargos de traición, asesinato y uso de magia en presencia de muggles, con condena perpetua. No obstante, tras pasar doce años en Azkaban, escapó de la prisión, siendo el primer caso en la historia de la siniestra cárcel. Sirius falleció el 18 de junio de 1996 en el Departamento de Misterios. Muere en medio de la batalla, siendo golpeado por un hechizo que lo empuja a atravesar el Velo de la muerte, ejecutado por su "trastornada" prima Bellatrix Lestrange.
Sirius fue el heredero de la Casa Black, una de las Sagradas 28 familias, lo que lo convirtió en sangre pura, aunque estaba en desacuerdo con las creencias de su familia sobre estatus de sangre y otros aspectos. Su enorme fortuna fue heredada a su único ahijado, Harry Potter, incluyendo la residencia y cuartel de la Orden del Fénix.  En un principio, fue nombrado como guardián de los secretos. Tras un duelo contra Peter Pettigrew,  consecuencia de la traición de este último, doce 'muggles' fueron asesinados por Peter, quién se dio a la fuga, Sirius fue enviado a Azkaban bajo los cargos de traición, asesinato y uso de magia en presencia de muggles, con condena perpetua. No obstante, tras pasar doce años en Azkaban, escapó de la prisión, siendo el primer caso en la historia de la siniestra cárcel. Sirius falleció el 18 de junio de 1996 en el Departamento de Misterios. Muere en medio de la batalla, siendo golpeado por un hechizo que lo empuja a atravesar el Velo de la muerte, ejecutado por su "trastornada" prima Bellatrix Lestrange.